# Adășeni
Adăşeni é uma comuna romena localizada no distrito de Botoşani, na região de Moldávia . A comuna possui uma área de 22.80 km² e sua população era de 1556 habitantes segundo o censo de 2007.